# Memo Aguirre
Juan Guillermo Aguirre Mandiola, apodado Memo Aguirre y conocido artísticamente como Capitán Memo (Santiago, 22 de diciembre de 1952), es un cantautor y músico chileno cuya voz se hizo conocida en Hispanoamérica y España en los años 1980 gracias a las canciones de presentación y cierre de varios animes y dibujos animados.

## Biografía
Siendo adolescente, Aguirre integró la banda Los Sacros, que no tuvo mucho éxito, por lo que decidió mudarse en 1972 a los Estados Unidos, donde fijó residencia en San Francisco (California).

### En Estados Unidos
Debutó en el circuito de los bares y clubes nocturnos de San Francisco y, a mediados de la década de 1970, fue contratado por la compañía Sound Connection Studios de Miami (Florida). Las series de televisión animadas de superhéroes aumentaban su popularidad en América y los productores de las mismas requerían de actores de doblaje y cantantes para adaptarlas a ese mercado.
Aguirre interpretó las versiones en español de las canciones de presentación y cierre de conocidas series animadas transmitidas en América —como Ángel, la niña de las flores; Capitán Futuro, El Galáctico, El Gladiador, Fábulas del Bosque Verde, Festival de los Robots, El Hombre Araña, La pequeña Lulú, Los cuatro fantásticos, Mujer Araña, Sport Billy, El Rey Arturo y Ulises 31, entre otras—. Su popularidad aumentó a mediados de la década de 1980 gracias a su interpretación de la canción de inicio de He-Man para Hispanoamérica.
Asimismo, Aguirre intervino en la composición de gran parte de esos temas, incluyendo el de La Abeja Maya, junto con el israelí Shuki Levy y el también chileno Erich Bulling, entre otros, dando vida a varios discos —como Las grandes aventuras, una recopilación de temas de varias series animadas de ZIV International, La legión de los superhéroes (1980, PolyGram), donde canta a varios héroes de Marvel Comics, Capitán Futuro y He-Man y los amos del universo—.
Además de las canciones para series animadas infantiles, Aguirre compuso jingles y cortinas musicales para series famosas como Dallas y Dinastía, y colaboró en discos de cantantes estadounidenses como Kenny Rogers.

### En Chile
A comienzos de la década de 2000, Aguirre anunció planes de realizar un CD con varias canciones compuestas por él. Así lanzó el disco El regreso de los robots (2004, La Oreja), una producción con 16 temas escritos e interpretados por Aguirre quien, desde ese entonces, empezó a hacerse conocido como «Capitán Memo». La producción obtuvo disco de oro en las primeras semanas de venta.
Posteriormente, lanzó su segunda producción, Grand Prix (2005, La Oreja), con covers de diversas canciones de dibujos animados y algunas de su autoría que, como su placa anterior, también gozó de éxito. En ese disco, colaboraron las cantantes Mónica Victoriano y Salomé Anjarí, esta última exintegrante de ByS Revolution, además del productor Hugo Mansi quien además de producir este álbum, interpretó como bonus track el tema del programa Pipiripao. Grand Prix fue el disco que le devolvió a Aguirre su reconocimiento internacional, llevándolo de gira por varios países.

## Discografía

### Álbumes
- Las grandes aventuras
- La legión de los superhéroes (1980, PolyGram)
- El regreso de los robots (2004, La Oreja; todos los temas compuestos por Memo Aguirre y Shuki Levy)

1. Intro
2. Robots
3. El Vengador
4. Capitán Futuro (presentación)
5. Ángel, la niña de las flores (presentación)
6. Mujer Araña
7. El Galáctico
8. Siempre en el Bosque (presentación)
9. Don Quijote
10. Capitán Futuro (cierre)
11. El Gladiador
12. La Pequeña Lulú
13. La Ballena Josefina
14. La máquina del tiempo (presentación)
15. Los 4 Fantásticos
16. He-Man

- Grand Prix (2005, La Oreja)

1. Intro
2. Grand Prix (presentación)
3. Flash Gordon
4. Espartaco[n 1]
5. Marco (cantada por Mónica Victoriano)[n 2]
6. Súper héroes
7. Candy Candy (cantada por Salomé Anjarí)[n 3]
8. Ulises 31
9. Heidi (cantada por Mónica Victoriano)[n 4]
10. Supermagnetrón
11. Rey Arturo
12. Hombre Araña
13. La abeja Maya (cantada por Mónica Victoriano)[n 5]
14. Grand Prix (cierre)[n 1]
15. Bonus track Pipiripao (cantada por Hugo Manzi)